# Bernhard Diers
Bernhard Diers (* 20. Juni 1959 in Asendorf) ist ein deutscher Koch.

## Werdegang
Nach der Ausbildung in Bruchhausen-Vilsen wechselte Diers 1980 erst zum „Royal Lancaster“ nach London und 1983 in das Zwei-Sterne-Restaurant Schweizer Stuben in Wertheim zu Dieter Müller. 1985 wechselte er zum Drei-Sterne-Restaurant Aubergine zu Eckart Witzigmann in München. Als Souschef kochte er ab 1986 im Hotel Colombi in Freiburg im Breisgau.
Als Patron leitete er von 1990 bis 2000 das „Historische Gasthaus Schwanen“ in Haigerloch, das unter seiner Leitung mit zwei Sternen im Guide Michelin ausgezeichnet wurde. Danach war er bis 2002 Küchenchef im „Restaurant Marstall“ in München. Von 2002 bis 2013 war er Küchenchef in der „Zirbelstube“ in Stuttgart im Hotel am Schlossgarten, das zu den Althoff Hotels gehört. Hier wurde er seit 2004 mit einem Michelin-Stern ausgezeichnet. Seit 2012 wurde es „Schlossgarten Restaurant“ genannt. Aus gesundheitlichen Gründen verließ Diers im Juli 2013 das Restaurant.
Seit Ende 2013 betreibt er mit seiner Frau Susanne Diers Café mit hauseigener Rösterei in Verden. 2014 und 2015 kochte er sporadisch als Gastkoch in anderen Restaurants.

## Projekt „Rezepte gegen Überfischung“
Bernhard Diers unterstützte das Projekt „Rezepte gegen Überfischung“ der Greenpeace-Gruppe Stuttgart. Hintergrund war die Warnung der Welternährungsorganisation FAO, dass weltweit drei Viertel aller kommerziell genutzten Fischarten an der Belastungsgrenze stehen oder bereits überfischt sind.

## Auszeichnungen für dasSchlossgarten
- Ein Michelin-Stern
- 18 Punkte im Gault Millau
- Spitzenkoch des Jahres 2013 im Schlemmer Atlas 2013

## Veröffentlichungen
- Bernhard Diers – SZ Bibliothek der Köche, Süddeutsche Zeitung / Bibliothek 2008, ISBN 978-3-86615-564-0